# Известия Московской городской думы
«Известия Московской городской думы» — журнал, выпускавшийся в Москве с 1877 года по 1917 год.
Журнал публиковал статьи на темы: городское самоуправление, статистика, промышленность, городское хозяйство, работа по истории Москвы. Редакция находилась в здании Городской думы. Ответственным редактором был городской голова.

## История
Журнал «Известия Московской городской думы» начал издаваться 1 июля 1877 года. Сначала выходил дважды в месяц, с 1882 года по 12 раз в год, с 1893 года ежемесячно по 2 выпуска. В 1902 году выпуск поделён на два издания: «Известия Московской городской думы. Отдел официально-справочный» и «Известия Московской городской думы. Общий отдел». С 1902 года по 1917 год «Врачебно-санитарная хроника города Москвы» и «Отчёт Московской городской санитарной станции» и с 1912 года по 1913 год «Хроника ветеринарного и боенского дела в городе Москве» печатались в качестве приложения к журналу. В 1913 году «Известия Московской городской думы. Отдел официально-справочный» стали выходить под названием «Ежемесячный статистический бюллетень по городу Москве». Журнал был закрыт в 1917 году вместе с городской думой.